# Sotsgorodok
Sotsgorodok - Соцгородок (rus) és un possiólok del krai de Krasnodar, a Rússia. Es troba a la vora dreta del Labà, tributari del riu Kuban. És a 20 km al sud de Labinsk i a 154 km al sud-est de Krasnodar.
Pertany a l'stanitsa de Zàssovskaia.